# Torneo Metropolitano de Rugby Región Lima 2025
El Torneo Metropolitano de Rugby de Lima de 2025, organizado por la Federación Peruana de Rugby, es la vigésima séptima edición del principal torneo de rugby XV en Perú.
El evento se desarrollará en las canchas de rugby del Complejo Deportivo Villa María del Triunfo.

## Primera División

### Clasificación
Actualizado a últimos partidos disputados el 16 de marzo de 2025 
| Pos. | Equipos       | Encuentros | Encuentros | Encuentros | Encuentros | Tantos | Tantos | Tantos | PB | PB | Puntos |
| Pos. | Equipos       | PJ         | PG         | PE         | PP         | F      | C      | Dif    | BO | BD | Puntos |
| ---- | ------------- | ---------- | ---------- | ---------- | ---------- | ------ | ------ | ------ | -- | -- | ------ |
| 1.º  | Navy Warriors | 14         | 13         | 0          | 1          | 0      | 0      | +453   | 0  | 0  | 65     |
| 2.º  | Lima          | 14         | 12         | 0          | 2          | 0      | 0      | +166   | 0  | 0  | 58     |
| 3.º  | Flaming Lions | 14         | 11         | 0          | 3          | 0      | 0      | +474   | 0  | 0  | 57     |
| 4.º  | Unión         | 14         | 4          | 0          | 10         | 0      | 0      | -190   | 0  | 0  | 20     |
| 5.º  | Blue Sharks   | 14         | 8          | 0          | 6          | 0      | 0      | +201   | 0  | 0  | 15     |
| 6.º  | Leones        | 14         | 4          | 0          | 10         | 0      | 0      | -245   | 0  | 0  | 5      |
| 7.º  | Blues         | 14         | 1          | 0          | 13         | 0      | 0      | -582   | 0  | 0  | 5      |
| 8.º  | Alumni        | 14         | 3          | 0          | 11         | 0      | 0      | -277   | 0  | 0  | 2      |

Nota: Se otorgan 4 puntos al equipo que gane un partido, 2 al que empate y 0 al que pierda
Puntos Bonus: 1 punto por convertir 3 tries o más que el rival y 1 al equipo que pierda por no más de 7 tantos de diferencia
Puntos en contra: -1 punto por W.O.

#### Fecha 1
| 15 de marzo | (W.O.) Leones | 0 - 28 | Alumni |  |  |

| 15 de marzo | Blue Sharks | 84 - 7 | Blues |  |  |

| 16 de marzo | Unión | 7 - 50 | Navy Warriors |  |  |

| 16 de marzo | Lima | 25 - 24 | Flaming Lions |  |  |

#### Fecha 2
| 22 de marzo | Flaming Lions | 74 - 0 | Alumni |  |  |

| 22 de marzo | Blue Sharks | 30 - 47 | Navy Warriors |  |  |

| 22 de marzo | Lima | 39 - 35 | Blues |  |  |

| 22 de marzo | Leones | 32 - 25 | Unión |  |  |

#### Fecha 3
| 29 de marzo | Blues | 12 - 48 | Navy Warriors |  |  |

| 29 de marzo | Unión | 85 - 5 | Alumni |  |  |

| 30 de marzo | Leones | 22 - 67 | Lima |  |  |

| 30 de marzo | Blue Sharks | 7 - 60 | Flaming Lions |  |  |

#### Fecha 4
| 5 de abril | Alumni | 52 - 7 | Blues |  |  |

| 5 de abril | Flaming Lions | 38 - 26 | Unión |  |  |

| 5 de abril | Leones | 21 - 60 | Navy Warriors |  |  |

| 5 de abril | Lima | 38 - 29 | Blue Sharks |  |  |

#### Fecha 5
| 12 de abril | Unión | 0 - 78 | Lima |  |  |

| 12 de abril | Alumni | 22 - 56 | Navy Warriors |  |  |

| 12 de abril | Blues | 23 - 83 | Flaming Lions |  |  |

| 12 de abril | Blue Sharks | 38 - 12 | Leones |  |  |

#### Fecha 6
| 26 de abril | Blues | 45 - 22 | Unión |  |  |

| 26 de abril | Alumni | 26 - 51 | Blue Sharks |  |  |

| 27 de abril | Flaming Lions | 57 - 29 | Leones |  |  |

| 27 de abril | Lima | 29 - 47 | Navy Warriors |  |  |

#### Fecha 7
| 3 de mayo | Blues | 31 - 64 | Leones |  |  |

| 3 de mayo | Unión | 0 - 28 | Blue Sharks |  |  |

| 3 de mayo | Flaming Lions | 17 - 45 | Navy Warriors |  |  |

| 3 de mayo | Alumni | 11 - 45 | Lima |  |  |

#### Fecha 8
| 10 de mayo | Navy Warriors | 81 - 0 | Unión |  |  |

| 10 de mayo | Blues | 8 - 105 | Blue Sharks |  |  |

| 11 de mayo | Alumni | 31 - 74 | Leones |  |  |

| 11 de mayo | Flaming Lions | 48 - 7 | Lima |  |  |

#### Fecha 9
| 8 de junio | Alumni | 19 - 34 | Flaming Lions |  |  |

| 8 de junio | Blues | 13 - 33 | Lima |  |  |

| 8 de junio | Unión | 24 - 7 | Leones |  |  |

| 8 de junio | Navy Warriors | 37 - 20 | Blue Sharks |  |  |

#### Fecha 10
| 14 de junio | Navy Warriors | 28 - 0 | Blues |  |  |

| 14 de junio | Alumni | 24 - 50 | Unión |  |  |

| 15 de junio | Lima | 46 - 41 | Leones |  |  |

| 15 de junio | Flaming Lions | 50 - 31 | Blue Sharks |  |  |

#### Fecha 11
| 22 de junio | Navy Warriors | 65 - 8 | Leones |  |  |

| 22 de junio | Blues | 22 - 38 | Alumni |  |  |

| 22 de junio | Blue Sharks | 0 - 28 | Lima |  |  |

| 22 de junio | Unión | 0 - 59 | Flaming Lions |  |  |

#### Fecha 12
| 5 de julio | Leones | 10 - 80 | Blue Sharks |  |  |

| 5 de julio | Lima | 45 - 24 | Unión |  |  |

| 6 de julio | Flaming Lions | 104 - 10 | Blues |  |  |

| 6 de julio | Navy Warriors | 63 - 12 | Alumni |  |  |

#### Fecha 13
| 13 de julio | Blue Sharks | 42 - 36 | Alumni |  |  |

| 13 de julio | Unión | 73 - 19 | Blues |  |  |

| 13 de julio | Leones | 20 - 74 | Flaming Lions |  |  |

| 13 de julio | Navy Warriors | 35 - 37 | Lima |  |  |

#### Fecha 14
| 19 de julio | Leones | 62 - 19 | Blues |  |  |

| 19 de julio | Navy Warriors | 21 - 15 | Flaming Lions |  |  |

| 20 de julio | Lima | 29 - 23 | Alumni |  |  |

| 20 de julio | Blue Sharks | 48 - 33 | Unión |  |  |

#### Semifinales
| 10 de agosto | Navy Warriors | 41 - 7 | Unión |  |  |

| 10 de agosto | Flaming Lions | 41 - 27 | Lima |  |  |